# Laniarius
Laniarius és un gènere d'ocells de la família dels malaconòtids (Malaconotidae ).

## Taxonomia
Segons la Classificació del Congrés Ornitològic Internacional (versió 13.1, 2023) aquest gènere està format per 22 espècies:
- bubú fuliginós (Laniarius leucorhynchus).
- bubú muntanyenc occidental (Laniarius poensis).
- bubú muntanyenc oriental (Laniarius holomelas).
- bubú de Willard (Laniarius willardi).
- bubú de Fülleborn (Laniarius fuelleborni).
- bubú funest (Laniarius funebris).
- bubú de Lühder (Laniarius luehderi).
- bubú de Braun (Laniarius brauni).
- bubú de Gabela (Laniarius amboimensis).
- bubú de clatell roig (Laniarius ruficeps).
- bubú de Reichenow (Laniarius nigerrimus).
- bubú d'Etiòpia (Laniarius aethiopicus).
- bubú tropical (Laniarius major).
- bubú de Cassin (Laniarius sublacteus).
- bubú rovellat (Laniarius ferrugineus).
- bubú ventreblanc (Laniarius bicolor).
- bubú de Turati (Laniarius turatii).
- bubú de capell groc (Laniarius barbarus).
- bubú dels papirs (Laniarius mufumbiri).
- bubú capnegre (Laniarius erythrogaster).
- bubú escarlata (Laniarius atrococcineus).
- bubú ventregroc (Laniarius atroflavus).